# Alojzy Szorc
Alojzy Szorc (ur. 6 października 1935 w Chojnowie, powiat moniecki woj. podlaskie, zm. 27 grudnia 2010 w Olsztynie) – polski historyk, regionalista, ksiądz katolicki, profesor nauk humanistycznych, pierwszy dziekan Wydziału Teologii Uniwersytetu Warmińsko-Mazurskiego.

## Życiorys
Urodził się w Chojnowie w powiecie Mońki, w rodzinie Władysława i Heleny z domu Mogielnicka. Ukończył szkołę podstawową w Trzciannem, Liceum Ogólnokształcące w Olecku, a następnie Warmińskie Seminarium Duchowne w Olsztynie (1963). Doktor nauk historycznych (Katolicki Uniwersytet Lubelski, 1968). Habilitacja na Uniwersytecie Mikołaja Kopernika w Toruniu (tytuł rozprawy habilitacyjnej: „Przywileje i prawo chełmińskie na tle ustroju Warmii 1243–1772”, 1988). Autor prac naukowych na temat historii archidiecezji warmińskiej. Członek komisji historycznej procesu beatyfikacyjnego oraz biograf kard. Stanisława Hozjusza. Od 1970 kierownik Olsztyńskiej Pracowni Hozjańskiej.
W 1999 prezydent RP Aleksander Kwaśniewski nadał mu tytuł naukowy profesora nauk humanistycznych.
Prałat honorowy Jego Świątobliwości, kanonik gremialny warmińskiej kapituły katedralnej (2 kwietnia 1985). Za pracę naukową i dydaktyczną został odznaczony między innymi: Złotym Krzyżem Zasługi (2001), Medalem Komisji Edukacji Narodowej (2005) i Złotym Laurem UW-M (2006).
Zmarł nagle 27 grudnia 2010 w Olsztynie. Pochowany został 31 grudnia na cmentarzu komunalnym przy ul. Poprzecznej.

## Publikacja
- Alojzy Szorc: Mikołaj Kopernik, kanonik warmiński. Olsztyn: Warmińskie Wyd. Diecezjalne, 1974.